# Ndiago (Sénégal)
Pour les articles homonymes, voir Ndiago.
Ndiago est une commune sénégalaise située dans le département de Guinguinéo, en région de Kaolack. 

## Géographie
La localité est située à 9 km au nord-est du chef-lieu de département Guinguinéo.
|            | Nguélou        |            |
| Gagnick    | Ndiago         | Dara Mboss |
| Guinguinéo | Ngathie Naoudé |            |

## Histoire
Ndiago est une ancienne communauté rurale érigée en commune par la loi du 28 décembre 2013.

## Administration
Elle fait partie de l'arrondissement de Mbadakhoune, du département de Guinguinéo et de la région de Kaolack.
En 2010 la commune compte 35 villages :
1. Darou Diadj
2. Darou Rakhmane
3. Kalassane
4. Kathiane Peul
5. Kathiane
6. Keur Bidji
7. Keur Birane
8. Keur Daouda
9. Keur Madieng
10. Keur Mamadou Sène
11. Keur Mbaye Coumba
12. Keur Mor kane
13. Keur Ndiouga Seye
14. Keur Niokhor
15. Maka Mbaye
16. Mbédiare
17. Mbéthiélou
18. Médina Kawsara
19. Ndéllé
20. Ndiagne Kahone
21. Ndiago
22. Ndindy
23. Ndiolofène
24. Ndirène Gorya
25. Ndirène Peul
26. Ngar Dia
27. Ngar Naïmbelly
28. Ngar Keur Amadou Yacine
29. Ngathie
30. Nguick
31. Sakhagne Peul
32. Sakhagne Wolof
33. Téwrou Pétègne
34. Thiadia
35. Wendou Gniwa

## Population
Le village de Ndiago, chef-lieu de la commune compte 965 habitants en 2010.